# Maserati Quattroporte III

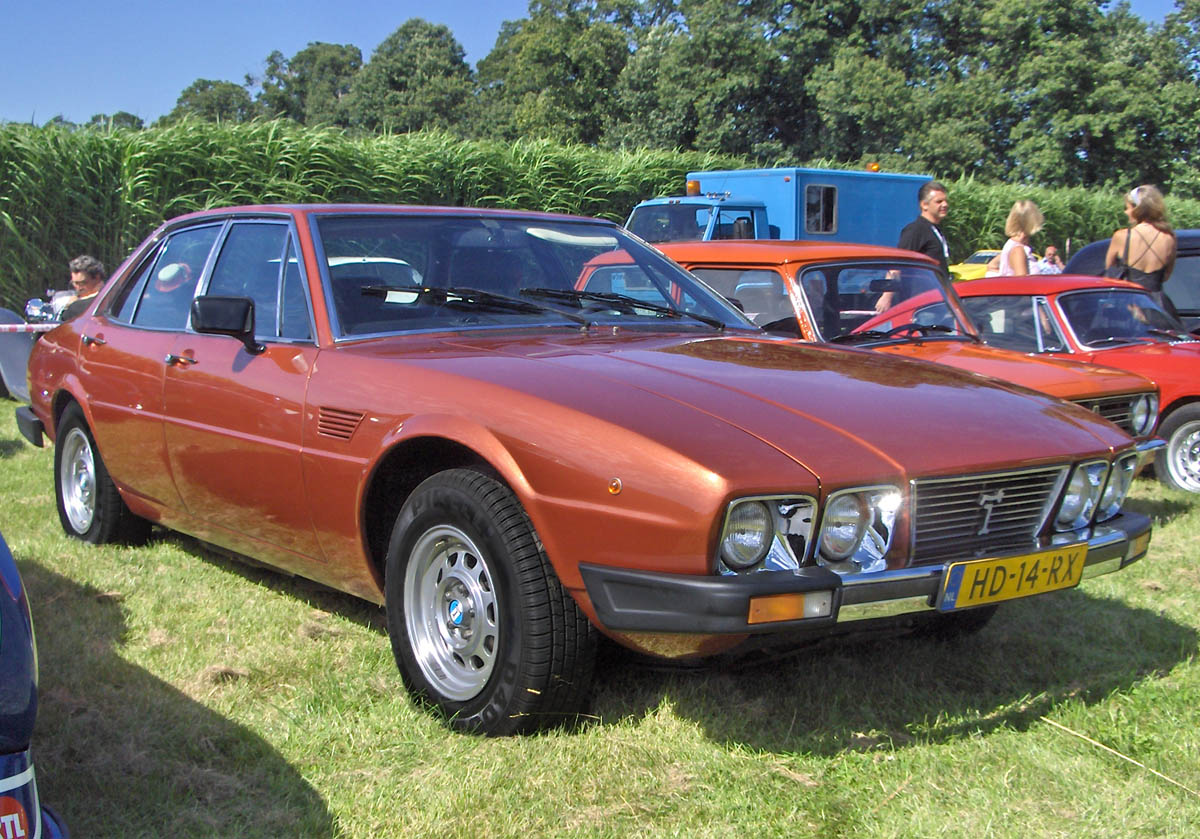
Technische Basis des Quattroporte III: der De Tomaso Deauville

Der Maserati Quattroporte III (anfänglich: Maserati 4Porte, werksinterne Bezeichnung: Tipo AM 330) war eine Limousine des italienischen Sportwagenherstellers Maserati, die von Sommer 1979 bis Ende 1990 produziert wurde. Er war zusammen mit dem Coupé Kyalami das erste Maserati-Modell, das nach der Übernahme des Unternehmens durch Alejandro de Tomaso entstand. Mit ihm knüpfte Maserati an die Tradition sportlicher Luxuslimousinen an, die es zu Beginn der 1960er-Jahre mit dem Quattroporte I begründet hatte. Der Quattroporte III blieb auch während der Ära des Maserati Biturbo im Programm. Ab Sommer 1986 erhielt er die Bezeichnung Maserati Royale. Er war das letzte Maserati-Modell mit klassischem Maserati-Achtzylindermotor.

## Hintergrund
Der im Herbst 1963 vorgestellte Quattroporte I wurde bis Ende 1970 produziert. Zu Beginn seiner Produktionszeit war der Wagen ein sehr erfolgreiches Modell, galt aber in den letzten Jahren als veraltet.
Nachdem Maserati im Jahr 1967 von Citroën übernommen worden war, entwickelte das französische Unternehmen auf der Basis des im Sommer 1970 eingeführten Coupés Citroën SM einen viertürigen Nachfolger mit Frontantrieb und dem Sechszylindermotor des SM.
Das Fahrzeug wurde im Oktober 1974 auf dem Pariser Autosalon unter der Bezeichnung Maserati Quattroporte II vorgestellt. Eine Serienproduktion kam allerdings nicht zustande. Als Alejandro de Tomaso im August 1975 Maserati übernahm, waren zwischen fünf und 13 Quattroporte-II-Modelle hergestellt worden. De Tomaso stellte weitere Entwicklungsarbeiten am Quattroporte II umgehend ein. Er sah zwar weiterhin einen Markt für hochpreisige, sportliche Limousinen, wollte aber das Citroën-Erbe so schnell wie möglich ablegen.
De Tomaso brauchte zu dieser Zeit schnell ein neues Maserati-Modell, um die Handlungsfähigkeit seines Unternehmens unter Beweis zu stellen. Die zeitaufwendige Neuentwicklung einer Maserati-Limousine war daher ausgeschlossen. Wie schon bei dem im März 1976 vorgestellten Kyalami griff de Tomaso daher bei der Entwicklung eines Quattroporte-Nachfolgers auf vorhandene Substanzen seines eigenen Konzerns zurück: Als technische Basis wurde das Fahrwerk der Limousine De Tomaso Deauville zugrunde gelegt, das nur geringfügig verändert wurde. Das Modell erhielt die bekannten Achtzylindermotoren Maseratis und eine eigenständige Karosserie, die – anders als im Fall des Kyalami – keine äußerliche Ähnlichkeit mehr mit der De-Tomaso-Basis hatte.

## Einzelheiten

### Fahrwerk
Die Bodengruppe und das Fahrwerk des Quattroporte III entsprachen vollständig dem des De Tomaso Deauville. Lediglich der Radstand wurde geringfügig um 30 mm verlängert. Vorn und hinten bestand die Radaufhängung aus Querlenkern und Schraubenfedern. Damit hob sich das Auto von dem Quattroporte I ab, der noch mit einer hinteren Starrachse und Blattfedern ausgerüstet war. Im Wesentlichen war die Hinterradaufhängung eine Kopie der Aufhängung des Jaguar XJ. Vier Scheibenbremsen von Girling und eine servounterstützte ZF-Zahnstangenlenkung gehörten serienmäßig zu dem Fahrwerk. Ab 1984 wurde ein Sperrdifferenzial von Gleason eingebaut, das eine variable Sperrwirkung aufwies. Maserati war der erste Automobilhersteller, der diese Konstruktion in einem Serienautomobil anbot.

### Motoren und Kraftübertragung
Der Quattroporte III wurde ausschließlich von Achtzylindermotoren mit jeweils vier obenliegenden Nockenwellen angetrieben. Das Gemisch wurde von vier Weber-Doppelvergasern aufbereitet, eine Benzineinspritzung war im gesamten Produktionszeitraum nicht lieferbar. Die Motoren unterschieden sich in erster Linie durch den Hubraum und die Verdichtung:
- In den ersten drei Produktionsjahren war die 4,2 Liter große Version von Maseratis Achtzylinder die Basismotorisierung. Sie leistete anfänglich 255 PS, später 246 PS.
- Während der gesamten Produktionszeit war zudem die 4,9 Liter große Version dieses Triebwerks erhältlich; ab 1982 war sie die einzig verfügbare Ausführung. Bis zum Sommer 1986 leistete sie 282 PS. Danach erhöhte sich die Leistung als Folge einer Anhebung der Verdichtung auf 300 PS. Diese Version des Triebwerks wurde im Maserati Royale verwendet.

Als Kraftübertragung stand zunächst ausschließlich ein manuelles Fünfganggetriebe von ZF zur Verfügung; ab 1981 war alternativ eine TorqueFlite Dreigangautomatik von Chrysler lieferbar. Sie wurde von nahezu 85 % aller Kunden bestellt.

### Karosserie und Design
Die Karosserie des Quattroporte III war selbsttragend ausgelegt. Sie bestand aus gepresstem Stahlblech. Die Rohkarosserie wurde bei Innocenti in Mailand hergestellt, einem auf Kleinwagen spezialisierten Betrieb, der seit 1975 zum De-Tomaso-Konzern gehörte. Innocenti verwendete dabei Bleche, die der Spezialbetrieb Silver Car bzw. dessen Nachfolger Golden Car in Caramagna Piemonte gepresst hatte. Die weitere Fertigung erfolgte teilweise in Handarbeit.
Die Karosserie hatte Giorgetto Giugiaro gestaltet. Der stilistische Ansatz ging dabei auf Giugiaros Konzeptfahrzeug Maserati Medici zurück, das die Grundlage für das Design zahlreicher Groß- und Kleinserienfahrzeuge der 1970er-Jahre vom VW Golf I über den Lancia Delta bis zum DeLorean DMC-12 war.
Der Aufbau des Quattroporte III war, dem Medici entsprechend, von gerade verlaufenden Linien gekennzeichnet. Die Fahrgastzelle war trapezförmig gestaltet. Das Auto hatte eine hohe Frontpartie mit zwei eckigen Doppelscheinwerfern, die vom Fiat 125 übernommen worden waren, und einen ausgeprägt modellierten, verchromten Kühlergrill. An der Heckpartie fanden sich hoch positionierte, breite Rückleuchten. Dieses Gestaltungsmerkmal übernahm Volkswagen später für seinen Passat-Ableger Santana. Rückwirkend wird das Design als „massig“, „trutzig“ oder „monolithisch“ beschrieben.
Die Sitze waren serienmäßig mit Leder bezogen, das anfänglich nur in einem Braunton lieferbar war, ab 1986 zusätzlich auch in Weiß bestellt werden konnte. Das Armaturenbrett sowie einige Bereiche der Türen waren mit Edelholz verkleidet.

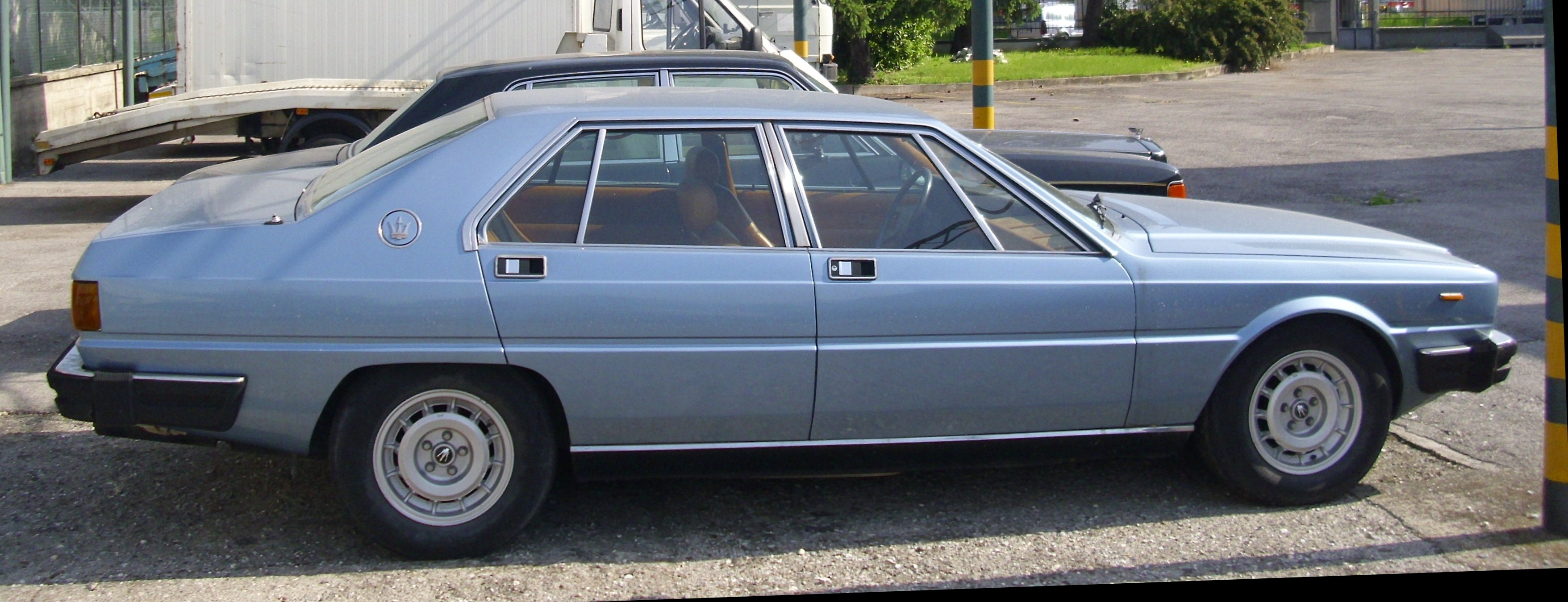
Trapezförmige Linie
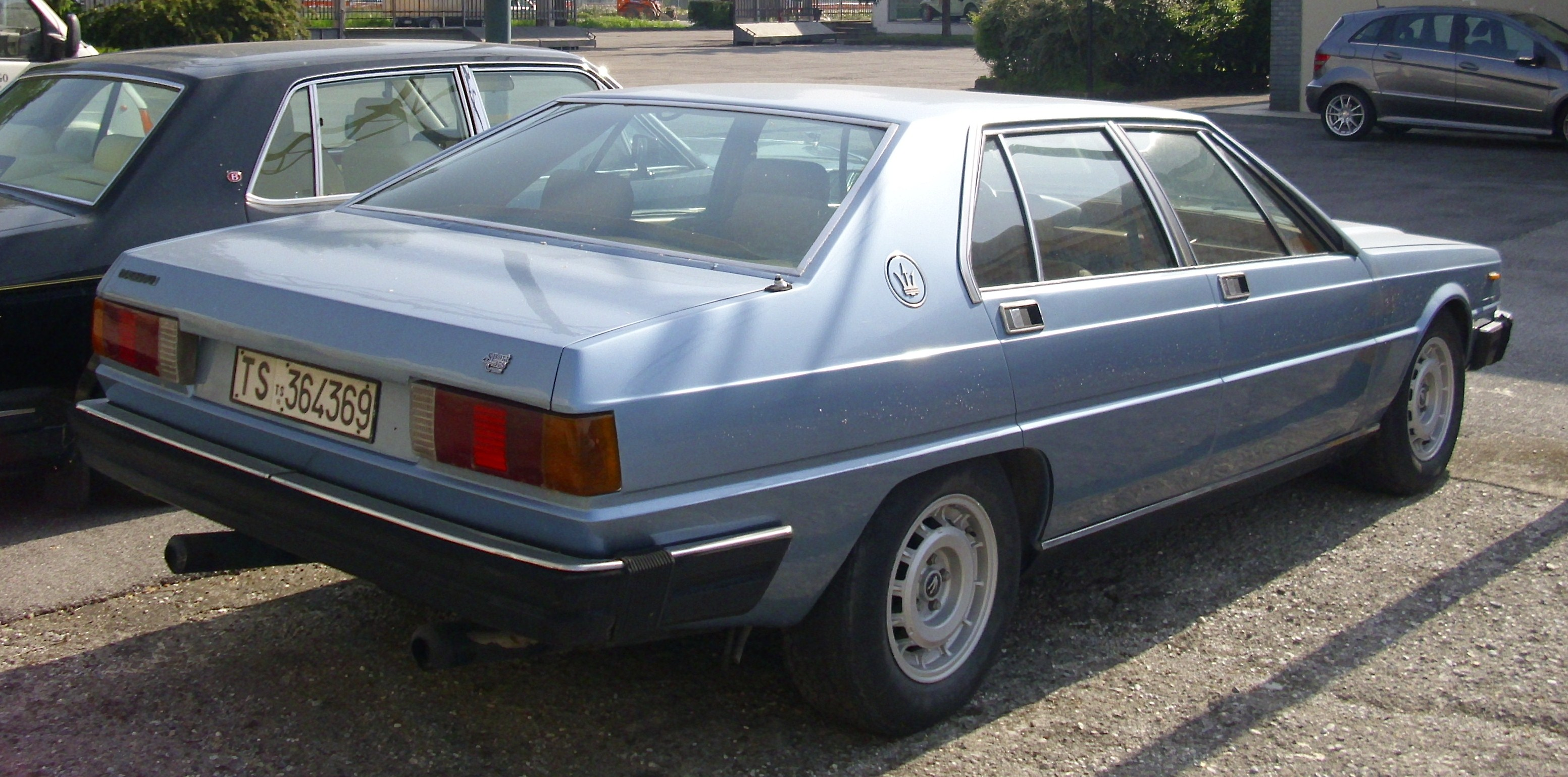
Heckpartie
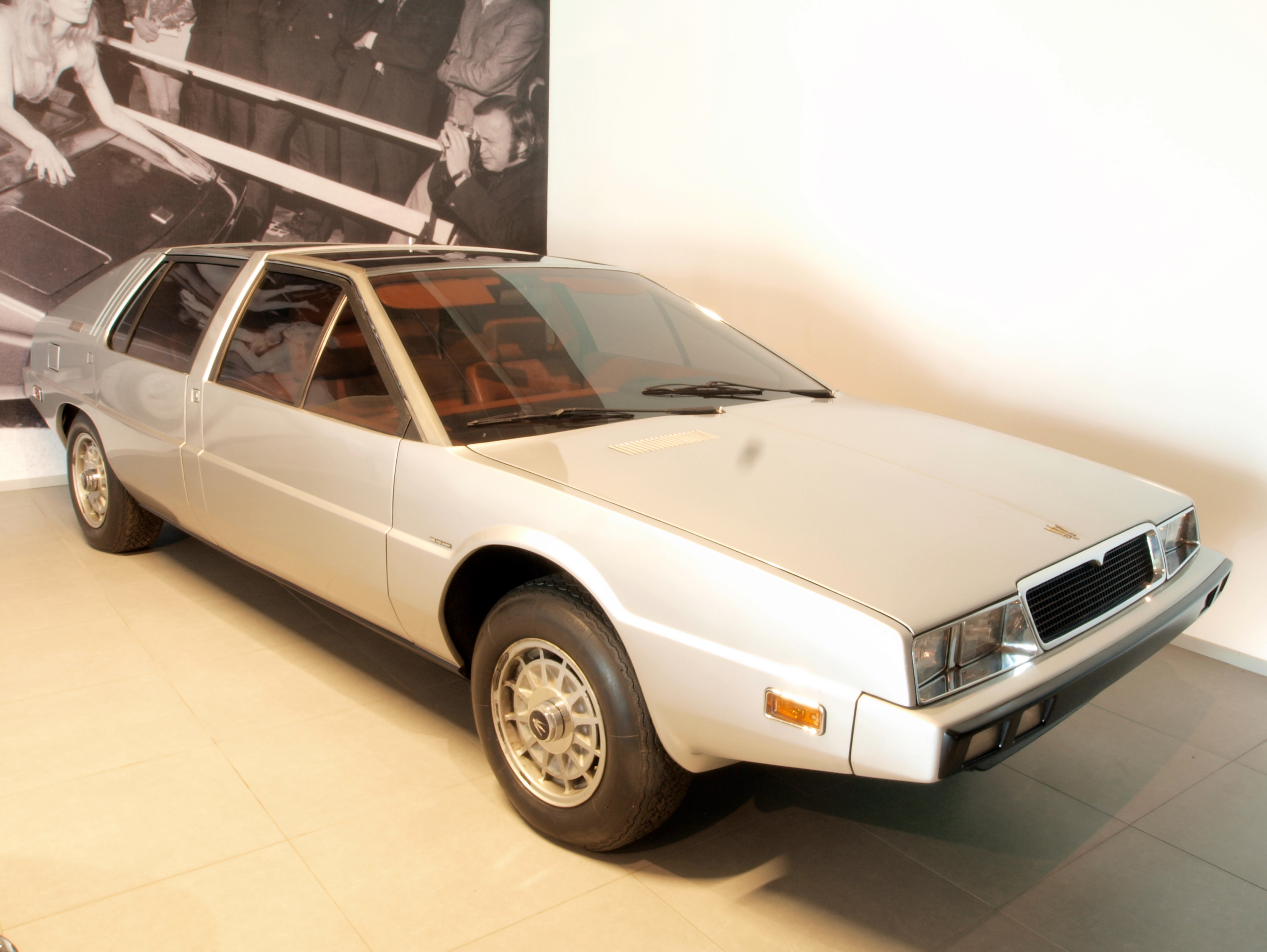
Stilistisches Vorbild: Maserati Medici II
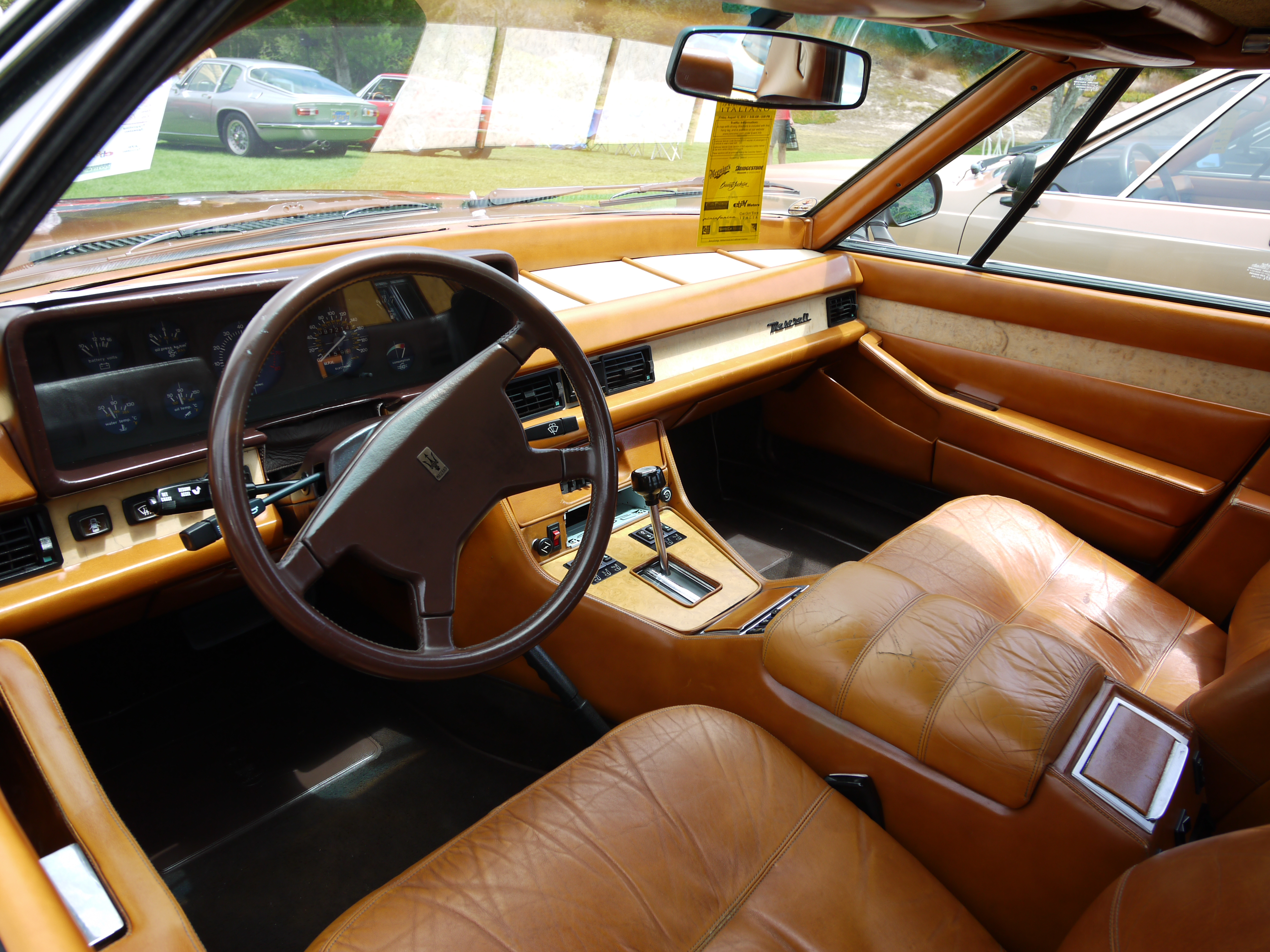
Innenraum

### Besonderheiten des Royale

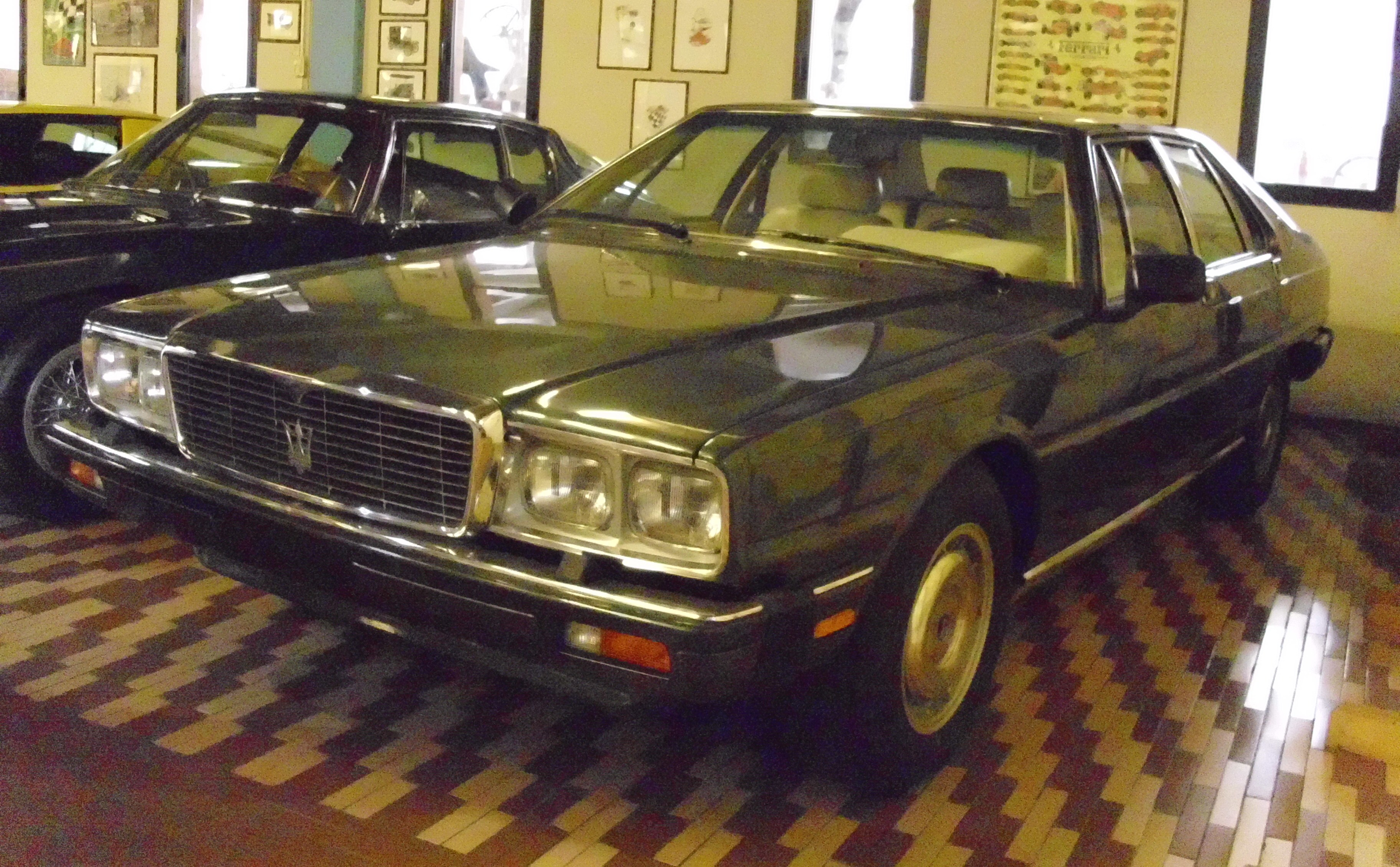
Maserati Quattroporte III Royale (1986–1990)

Der ab Sommer 1986 produzierte Maserati Royale unterschied sich äußerlich und technisch nur geringfügig von seinem Vorgänger Quattroporte.
In technischer Hinsicht gehört hierzu eine auf 9,5:1 erhöhte Verdichtung des Motors, die zu einer Leistungssteigerung auf 300 PS führte. Der Innenraum verfügte über einen Kühlschrank für die Fondpassagiere, hinzu kamen Picknicktische, die im Ruhezustand in der Türverkleidung untergebracht waren und bei Bedarf ausgeklappt werden konnten.
Nach Werksangaben waren die Sitze des Royale noch besser gepolstert als die des Quattroporte III.

## Vorstellung und Produktion
Der Prototyp des Quattroporte III wurde auf dem Turiner Autosalon im November 1976 vorgestellt. Es brauchte nahezu drei weitere Jahre, bis die Serienproduktion begann. Von Sommer 1979 bis Mitte 1986 entstanden 2.088 Exemplare, 51 davon mit dem 4,2 Liter großen Achtzylindermotor. Von Sommer 1986 bis Ende 1990 stellte Maserati noch einmal 53 Exemplare der überarbeiteten Version Royale her.
In 13 Produktionsjahren stellte Maserati fast 2.200 Exemplare des Quattroporte III her. Der überwiegende Teil der Fahrzeuge wurde, wie von De Tomaso erwartet, in den USA verkauft. Das Auto war damit das meistgebaute und erfolgreichste Maserati-Modell vor der Biturbo-Ära. Allerdings hatte dieses Modell nicht mehr die Alleinstellung wie der Quattroporte I, denn mittlerweile gab es auch den Mercedes 450 SEL 6,9 und den Jaguar XJ 12, die vergleichbare Fahrleistungen und die Perfektion der größeren Serie boten. Später konkurrierte der Quattroporte bzw. Royale mit dem Bentley Mulsanne oder dem Aston Martin Lagonda.

## Sonderausführungen
Bei der Carrozzeria Pavesi in Mailand erhielten in den frühen 1980er Jahren einige Quattroporte-Limousinen eine nachträgliche Panzerung; die meisten von ihnen gingen an italienische Politiker wie den Staatspräsidenten.
Darüber hinaus hat Pavesi auch zwei, nach anderen Quellen drei Quattroporte zu zweitürigen Coupés umgebaut. Dabei wurde jeweils die hintere Tür zugeschweißt; die Dachlinie blieb unverändert.
Der auch unter der Bezeichnung Diomante bekannte Turiner Karosseriebauer Autocostruzioni S.D. präsentierte 1986 eine um 650 mm verlängerte Version des Quattroporte III mit aufgewertetem Innenraum. Diomante baute „eine Handvoll“ dieser Limousinen; ihr Preis lag bei 210 Mio. Lire.

## Der Quattroporte III in der Motorpresse
Eine der ersten Testfahrten unternahm das amerikanische Magazin Road & Track im Frühjahr 1981. Die Tester lobten die Straßenlage, die Fahrleistungen und die Lenkung. Sie hielten den Quattroporte III für
einen der komfortabelsten Reisewagen, die wir je gefahren sind. Sein Innenraum kontrastiert sehr mit dem Innenraum von deutschen Luxuswagen, die irgendwie steril und monoton wirken in ihrer High-Tech-Anmutung, bei der Funktionalität allesbeherrschend ist. (...) Mercedes ist Wagner, Maserati ist Vivaldi.
Zwei Jahre später testete auto motor und sport einen Quattroporte III. Die Handlichkeit des Fahrzeugs wurde hervorgehoben, der hohe Verbrauch kritisiert.
Nähere Bekanntschaft mit dem Quattroporte lässt (die technischen Defizite) in einem anderen Licht erscheinen. Schon beim Einsteigen wird deutlich, dass es ganz andere Dinge sind, die dieses Automobil reizvoll machen.

## Prominente Fahrer
Bekannte Fahrer eines Maserati Quattroporte III waren Sandro Pertini, der das Auto während seiner Präsidentschaft als Dienstfahrzeug nutzte, ferner Malcolm Forbes, Luciano Pavarotti und Peter Ustinov.

## Technische Daten
| Maserati Quattroporte III Maserati Royale | Maserati Quattroporte III Maserati Royale                 | Maserati Quattroporte III Maserati Royale                 | Maserati Quattroporte III Maserati Royale                 |
|                                           | Quattroporte 4200                                         | Quattroporte 4900                                         | Royale                                                    |
| ----------------------------------------- | --------------------------------------------------------- | --------------------------------------------------------- | --------------------------------------------------------- |
| Motor:                                    | Achtzylinder V-Motor (Viertakt)                           | Achtzylinder V-Motor (Viertakt)                           | Achtzylinder V-Motor (Viertakt)                           |
| Hubraum:                                  | 4.136 cm³                                                 | 4928 cm³                                                  | 4928 cm³                                                  |
| Bohrung × Hub:                            |                                                           |                                                           |                                                           |
| Leistung bei 1/min:                       | 188 kW (255 PS) / 6.000                                   | 207 kW (282 PS) / 5.600                                   | 221 kW (300 PS) / 5.600                                   |
| Maximales Drehmoment bei 1/min            |                                                           | 392 N·m / 3000                                            |                                                           |
| Verdichtung:                              | 8,5 :1                                                    | 8,5 :1                                                    | 9,5:1                                                     |
| Gemischaufbereitung:                      | 4 Doppelvergaser Weber 42 DNCF                            | 4 Doppelvergaser Weber 42 DNCF                            | 4 Doppelvergaser Weber 42 DNCF                            |
| Ventilsteuerung:                          | vier obenliegende Nockenwellen                            | vier obenliegende Nockenwellen                            | vier obenliegende Nockenwellen                            |
| Kühlung:                                  | Wasserkühlung                                             | Wasserkühlung                                             | Wasserkühlung                                             |
| Getriebe:                                 | manuelles Fünfganggetriebe automatisches Dreiganggetriebe | manuelles Fünfganggetriebe automatisches Dreiganggetriebe | manuelles Fünfganggetriebe automatisches Dreiganggetriebe |
| Radaufhängung vorn:                       | Querlenker Schraubenfedern                                | Querlenker Schraubenfedern                                | Querlenker Schraubenfedern                                |
| Radaufhängung hinten:                     | Querlenker Schraubenfedern                                | Querlenker Schraubenfedern                                | Querlenker Schraubenfedern                                |
| Bremsen:                                  | vorne und hinten Scheibenbremsen                          | vorne und hinten Scheibenbremsen                          | vorne und hinten Scheibenbremsen                          |
| Karosserie:                               | Stahl, selbsttragend                                      | Stahl, selbsttragend                                      | Stahl, selbsttragend                                      |
| Radstand:                                 | 2800 mm                                                   | 2800 mm                                                   | 2800 mm                                                   |
| Abmessungen (Länge × Breite × Höhe):      | 4910 × 1890 × 1385 mm                                     | 4910 × 1890 × 1385 mm                                     | 4910 × 1890 × 1385 mm                                     |
| Leergewicht:                              | 2081 kg                                                   | 2081 kg                                                   | 2081 kg                                                   |
| Höchstgeschwindigkeit:                    | 220 km/h                                                  | 214 km/h                                                  | 230 km/h                                                  |
| Verbrauch:                                | 19,5 Liter/100 km                                         | 25,5 Liter/100 km                                         | 25,5 Liter/100 km                                         |